# QQ Возничего
QQ Возничего (лат. QQ Aurigae) — одиночная переменная звезда в созвездии Возничего на расстоянии (вычисленном из значения параллакса) приблизительно 11189 световых лет (около 3431 парсека) от Солнца. Видимая звёздная величина звезды — от +13,3m до +11,6m.

## Характеристики
QQ Возничего — оранжевая углеродная пульсирующая медленная неправильная переменная звезда (LB) спектрального класса C(N). Эффективная температура — около 3906 К.